# 주식 투자

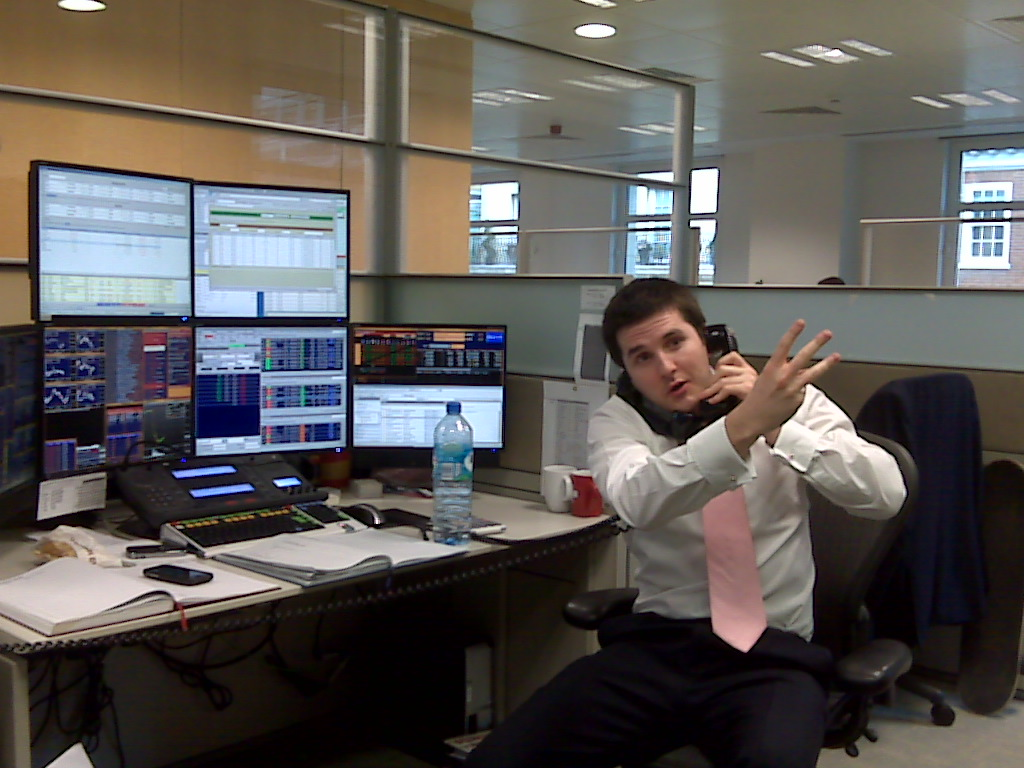
주식 브로커 (2008년 촬영). 최근에는 증권 거래 소프트웨어의 보급으로 브로커는 사라지는 추세다.

주식 투자는 시세차익을 목적으로 주식회사의 증권을 사고 파는 투자 활동을 의미한다. 선물 및 옵션과 같은 파생상품에 투자하는 것은 주식투자라 부르지 않으며 현물 투자만을 주식투자로 일컫는다. 그 대상은 상장주식이 될 수도 있고 비상장주식이 될 수도 있으나, 코스피 및 코스닥 등의 주식시장에서는 상장주식만이 매매가 가능하므로 일반적으로 상장주식의 매매를 일컫는 경우가 많다.
과거에는 객장에서 주문하거나 주식 브로커 등을 통하여 매매하였으나 인터넷의 발달로 현재는 컴퓨터를 이용한 직접 투자가 늘었으며, 매매의 편이성으로 인해 단타매매도 많이 늘었다.

## 투자 주체
투자의 주체는 크게 기관과 개인 두가지로 분류한다. 투자 주체가 개인인 경우 개인투자자라고 하고, 회사나 법인인 경우 기관으로 칭한다.
대한민국의 증시에서 시세를 좌우하는 것은 기관 투자자로, 이들은 증권사, 보험사, 투신사, 기금 등의 한국계 기관과 헤지펀드 및 외국계 투자회사 등의 외국계 기관으로 나뉜다. 일반적으로 국내의 기관 투자자는 '기관'으로, 외국계 기관 투자자는 '외국인'으로 지칭한다. 거의 모든 증권 거래 소프트웨어(HTS)와 포털 사이트의 주식 차트에서는 외국계 창구의 매매 동향을 파악하여 외국인의 매수 및 매도량 등의 정보를 제공한다.

## 투자 기법

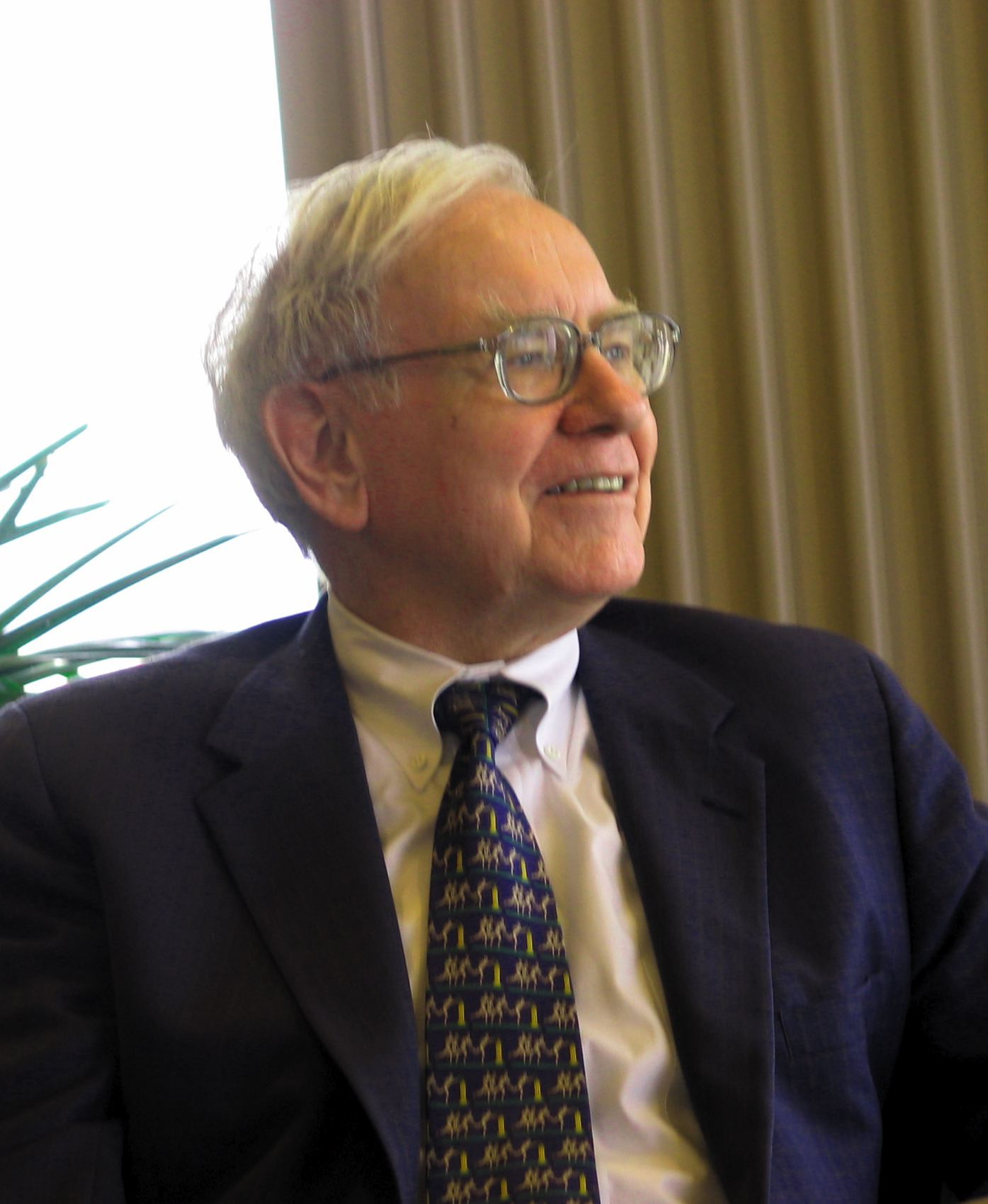
철저한 기업 분석에 근거하여 시장·업종 대표주를 대상으로 가치투자를 구사하는 워런 버핏 (2005)

투자 기법은 보유 기간에 따라 크게 장기투자와 단기투자로 나누며, 단기투자는 다시 스윙(swing), 단타(day trading, 데이트레이딩), 스캘핑(scalping, 초단타) 등으로 나눈다. 이는 단순히 보유 기간의 차이에 의한 분류라기보다 투자 철학과 기법의 근본적인 차이에서 유래되는 것으로 볼 수 있다. 기업 가치를 보고 투자하는 경우 장기투자의 양상을 띄고, 주가 움직임의 기술적 분석을 통해 투자하는 경우 중・단기 투자의 양상을 띄게 되기 때문이다.

### 장기투자
장기투자는 우량주를 매입하여 향후의 가치상승을 기대하고 오랜 기간 장기 보유하는 것을 말하며, buy and hold(바이 앤 홀드)라고도 한다. 기업 가치를 보고 투자하는 것이므로 가치투자라는 용어로 잘 알려져 있다. 보유 기간은 주로 1년 이상을 의미하는데, 워런 버핏 같은 대표적인 장기투자가는 일부 종목에 한해 수십년간 보유하는 경우도 있다
국민연금공단 등 공적 기금도 주식 시장에 많이 투자하는 기관이며, 보유 현금이 많은 기업들도 주식 투자를 하는 경우가 많다. 예를 들어 코스피 상장기업인 조광피혁은 우량주들을 매입하여 보유하는 방식으로 장기투자를 했는데 펀드매니저를 능가하는 높은 수익률을 올려 화제가 되었다.

### 단기투자

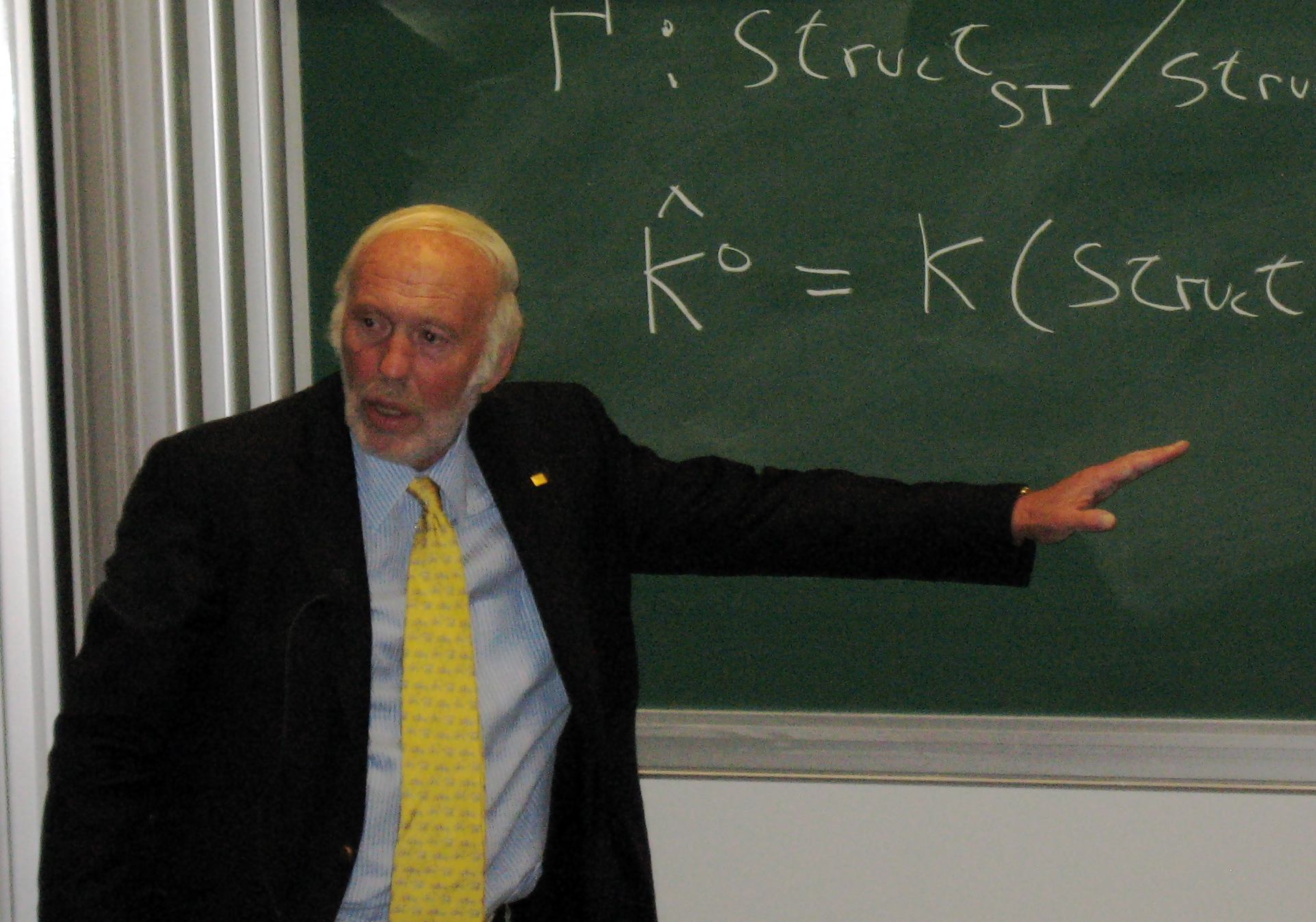
수학적 이론에 기반한 기술적 분석에 따라 컴퓨터로 자동화된 초단타매매를 구사하는 제임스 사이먼스 (2007)

단기투자는 기업가치보다는 기술적 분석에 의거하여 단기간의 등락을 예측하는 방식이다. 단타 매매는 주로 하루 이내의 기간으로 주식을 매매하는 것을 의미하는데, 당일 산 주식을 그날 장이 끝나기 전에 매도하는 것을 주로 의미하며, 전날 산 주식을 다음날 파는 매매까지를 포함시키기도 한다.
단타보다는 긴 기간으로 즉 하루 이상 1주일 이내의 기간으로, 일반적으로는 2~3일의 기간을 두고 매매하는 것을 흔히 스윙매매라 부른다. 대표적인 스윙 투자자에는 대학 중퇴 후 아르바이트로 번 돈 1,600만원으로 5년만에 1,600억원을 번 일본의 젊은 부자인 코테가와 타카시(小手川 隆)가 있다.
이보다 짧은 시간 즉 수분~수초의 시간에 매수와 매도를 반복하는 방식을 초단타 혹은 스캘핑(scalping)이라 부른다. 영어로 scalping은 ‘가죽을 벗기다’라는 뜻인데, 아주 얇은 가죽을 벗겨내듯이 아주 작은 이익만 남기고 수많은 매매를 반복한다는 뜻이다. 스캘핑은 주로 거래량이 많고 가격 변화가 심한 종목에서 초단타 매매에 익숙한 전문가들에 의해 이루어진다. 스캘핑은 수학적 분석에 의한 자동화된 알고리즘 매매에서 많이 쓰이며 제임스 사이먼스의 르네상스 테크놀로지 등의 투자회사에서 주로 이용하는 방식이다.

## 분석 기법

### 기본적 분석
기업가치를 분석하는 방법으로는 PER(주가수익률), PBR(주가순자산비율) 등 현재 이익 또는 보유자산 대비 주가의 정도를 파악할 수 있는 기준들이 널리 쓰인다. 예를 들어 PER이 낮은 주식은 현금창출능력에 비해 주가가 낮은 저평가된 기업이므로, 저PER 주를 사서 장기 보유하는 방식은 널리 알려져 있는 투자방식이다. 그러나 이러한 방식은 현재의 현금흐름만을 따지므로 주가가 미래의 가치를 반영한다는 미래 성장성이 고려되지 않으며, 벌어들이는 이익 대비 주가가 낮다는 데는 그러한 이유가 반영되어 있다는 점에서 좋은 투자전략이 아니라는 견해가 있다.
또한 업종에 따라서는 이익보다도 매출 성장을 통한 시장점유율 장악이 중요한 경우도 있으므로, 투자 결정에 매출을 중시할 것인가 이익을 중시할 것인가 등의 문제가 있다. 이는 기본적 분석에서도 투자자의 견해가 개입될 여지가 많음을 의미하며, 가치투자를 더욱 어렵게 만드는 요인이기도 하다.
또한 상장회사는 공시를 통해 주기적으로 재무제표와 현금흐름표를 발표하므로, 투자자들은 이를 참고하여 기업의 가치를 가늠하게 된다. 재무제표는 기업의 총체적인 재무상태를 파악할 수 있는 가장 중요한 자료가 되는 한편, 분식회계의 위험성으로 투자에 실패를 초래할 위험이 있다. 엔론의 파산 등 대형 회계 부정 사건의 영향으로 오늘날에는 점차 현금흐름표의 중요성이 강조되고 있는 추세이다. 재무제표는 속여도 현금 흐름은 속이기 힘들기 때문이다.
또한 현금흐름만으로 기업의 가치를 평가하기 어려운 경우도 있는데, 예를 들어 신종플루 백신으로 유명한 바이오 기업인 길리어드사이언스 사는 기술개발에 많은 투자를 하는 회사로 신종플루 백신 등이 성공하기 전까지는 오랜 기간 큰 적자를 보아온 회사이다. 이처럼 기술력과 시장장악력 그리고 미래성장성은 매출액이나 순이익 등의 객관적인 지표로 표기하기 힘든 점이 있다.
기업 자체의 가치 분석 못지 않게 업종 현황과 전체 글로벌 경제의 상황 분석도 많은 비중을 차지한다. 새벽의 나스닥 지수는 다음날 아침 시작되는 대한민국의 주가에 많은 영향을 끼치며, 환율, 유가, 원자재 가격 등의 등락이 관련 업종에 밀접한 영향을 준다. 기업의 특성에 비추어 이러한 주변 상황이 긍정적으로 작용하는가 부정적으로 작용하는가가 주가의 등락에 영향을 끼친다.

### 기술적 분석
기술적 분석에는 이동평균선, MACD, 스토캐스틱, RSI, 볼린저 밴드 등의 보조지표가 사용된다. 주가 차트는 하루 단위, 주 단위, 또는 월 단위로 시가와 종가, 고가와 저가를 하나씩의 캔들에 표시하는 캔들차트(candlestick chart)가 많이 쓰인다.
기본 단위가 하루인 경우 캔들을 일봉이라 하고, 한 주인 경우 주봉, 한 달인 경우 월봉이라 한다. 장중에는 분 단위로 표시된 캔들 차트도 많이 쓰이는데 이를 분봉 차트라 한다. 예를 들어 1분간의 거래를 하나의 봉으로 표시한 것은 1분봉, 3분간의 거래를 하나의 봉으로 표시한 것은 3분봉이라 한다. 종가가 시가보다 높은 경우를 양봉이라 하며 보통 빨간색으로 표시하고, 종가가 시가보다 낮은 경우는 음봉이라 하며 보통 파란색으로 표시한다.
주가 차트 외에 가장 기본적인 보조지표로는 이동평균선과 거래량을 꼽는다. 특히 투자시에 거래량은 매우 중요한 지표로 간주되는데 그 이유는 주가는 조작할 수 있어도 거래량은 속일 수 없기 때문이다. 따라서 "주가는 거래량의 그림자이다"라는 격언이 주식 시장에서는 널리 알려져 있다. 예를 들어 주가는 크게 상승했는데 거래량은 얼마 되지 않는 경우, 주가조작 세력의 시세 조종 가능성을 배제할 수 없다.
다양한 기술적 분석 방식을 알고리즘으로 만들어 컴퓨터 프로그램으로 자동 매매를 할 수 있다. 이는 알고리즘 트레이딩, 시스템 매매, 또는 프로그램 매매 등으로 부른다.

## 재료
주가 등락의 원인이 되는 사건을 재료라고 한다. 이것은 외부의 요인일 수도 있고 내부의 요인일 수도 있는데, 그것이 주가를 올라가게 만드는 요인이라면 호재, 내려가게 만드는 요인이라면 악재라고 한다. 주식 투자에서는 이러한 재료가 수급의 변화를 가져오므로, 뉴스나 공시를 통해 주가를 움직이는 재료를 찾아내는 것이 매우 중요한 일이 된다.

### 사례
예를 들어 유가 상승은 항공사에는 악재이지만, 정유사에는 호재이다. 환율 상승은 수출을 주력으로 하는 기업에는 호재이지만 원자재 수입이 필요한 기업에는 악재이다. 이러한 유가 또는 환율의 변화는 외부적 요인이다.
대기업에 부품을 납품하는 업체의 경우, 납품처의 제품이 잘 안팔려 시장점유율이 떨어진다면 그것은 악재가 된다. 예를 들어 삼성전자의 스마트폰 판매가 2014년 크게 감소한 후로 휴대폰 부품을 납품하는 기업들의 주가는 크게 하락했으며 짧은 기간에 반토막이 난 회사들도 있었다.
만일 회사가 자금난으로 유상증자를 실시한다면, 지분이 희석되므로 악재가 되어 주가가 하락한다. 이는 내부적인 요인이 주가를 움직인 셈이 된다.

### 테마
여러 종목들의 주가 등락에 공통의 원인이 되는 재료를 테마라 하고, 그것에 의해 움직이는 주식들을 테마주라 한다. 예를 들어 대한민국을 찾는 중국인 관광객들이 늘어난다면 그로 인해 이익을 보는 회사들의 주가가 오르게 된다. 카지노 관련주, 백화점 관련주, 항공주, 화장품주 등이 그것이다. 정부 정책에 따른 테마도 있는데, 예를 들어 정부에서 사물인터넷이나 홀로그램을 육성하겠다는 발표가 있을 때 관련주가 크게 오르는 등의 움직임을 보인 것이 그 예다.
테마에는 별 관련성 없는 것들도 있어서, 예를 들어 정치테마주의 경우 정치인의 지인 혹은 학교 동문이 경영자로 있다는 이유만으로 해당 정치인의 행보에 의해 주가가 급등락하는 일들도 있다.
테마주는 주로 개인투자자들이 많이 하는 것으로 알려져 있는데, 그 이유로는 일단 주가를 움직이는 요인이 매우 단순하여 여러 요소를 고려할 필요가 없는데다 등락폭이 커 개인이 이익을 보기가 용이한 면이 있고, 매스컴에 의해 널리 알려져 주목을 받기 쉽다는 점이 있다.
테마주의 역사는 매우 길어서, 18세기 유럽에서 음악가 헨델은 남해회사(South Sea Company)에 투자하여 약 100배의 수익을 남겨 거부가 된 투자가이기도 하며, 아이작 뉴턴은 말년에 남해회사에 투자했다가 1720년 거품이 터지면서 거의 전 재산을 잃기도 했다. 이 사건 후 뉴튼은 "천체의 움직임은 계산할 수 있어도 인간의 광기는 측정할 수 없다."는 유명한 말을 남겼다.

## 가치투자에 대한 오해
영어로 전업 개인투자자는 데이트레이더(day trader)라고 하는데, 개인투자자는 일반적으로 장기투자를 하지 않는 성향을 보이기 때문에 이러한 이름이 유래되었다. 워런 버핏의 유명세의 영향으로 장기투자만이 높은 수익을 가져오며 단기투자로는 이익을 보기 힘들다는 인식이 널리 퍼져 있으나, 이는 사실과 다르다. 워런 버핏의 투자 활동 시기는 전세계의 경제가 지속적으로 성장세를 이어갔던 시기였기 때문이다.
대형주 및 우량주 위주의 장기투자가 실전에서 큰 수익을 가져다주지 못하는 이유 중 하나는, 재무제표를 정확히 분석한다는 것이 일반인들은 물론 전문가들에게도 어려운 일이라는 데 있다. 또한 대기업의 경우 회사 자체의 실적이 좋아도 자회사 또는 계열사의 실적이 나쁘면 주가가 하락하기 때문에 연결재무제표에 의해 다양한 분석이 실행되어야 한다. 특히 대한민국의 대기업에서는 분식회계나 비자금 조성이 일반화되어 있는 것이 현실이기 때문에 재무제표만으로는 회사의 정확한 실상을 파악하기 어렵다. 현금흐름이 좋은 우량 회사라도 재벌 2세의 편법승계를 위해 회사 가치를 희생하는 일이 적지 않은데, 이러한 일을 일반 투자자가 예측하는 것은 매우 어려운 일이다. 또한 대형주는 세계 각국의 경제 정책 및 원자재 가격의 변화, 금리의 변화 등 수많은 요소들에 영향받기 때문에 이를 정확히 분석해 투자에 활용한다는 것에도 어려운 점이 있다.
이처럼 대형주에서 수익을 내기 어렵다는 인식이 퍼진 이유로 많은 개인투자자들은 대형주를 피해 테마주 매매로 몰리는 상황으로, 2007년 대선과 2012년 대선에서 정치테마주에 많은 개인투자자들의 자금이 몰린 것은 그 때문으로 해석된다.
2012년 안랩의 2대주주로 언론에 널리 알려진 원종호의 경우, 본래 가치투자 목적으로 안랩을 매입했으나 그것이 정치테마주가 되는 바람에 큰 시세차익을 얻게 된, 특이한 사례로 꼽힌다. 2008년 삼천리자전거의 대주주로 널리 알려졌던 개인투자자 김정환은 평소 언론을 통해 가치투자를 강조하곤 했으나, 삼천리자전거를 대량 매입한 이유는 가치투자 목적이 아닌 이명박 정부의 녹색성장 정책으로 인한 자전거 테마주임을 알고 있었기 때문이라고 말하여 다소의 논란이 되기도 했다.

## 같이 보기
- 투자가
- 우량주
- 테마주
- 잡주
- 알고리즘 트레이딩
- 증권 거래 소프트웨어 (HTS)
- 급등주
- 마메주